# Tours Petronas

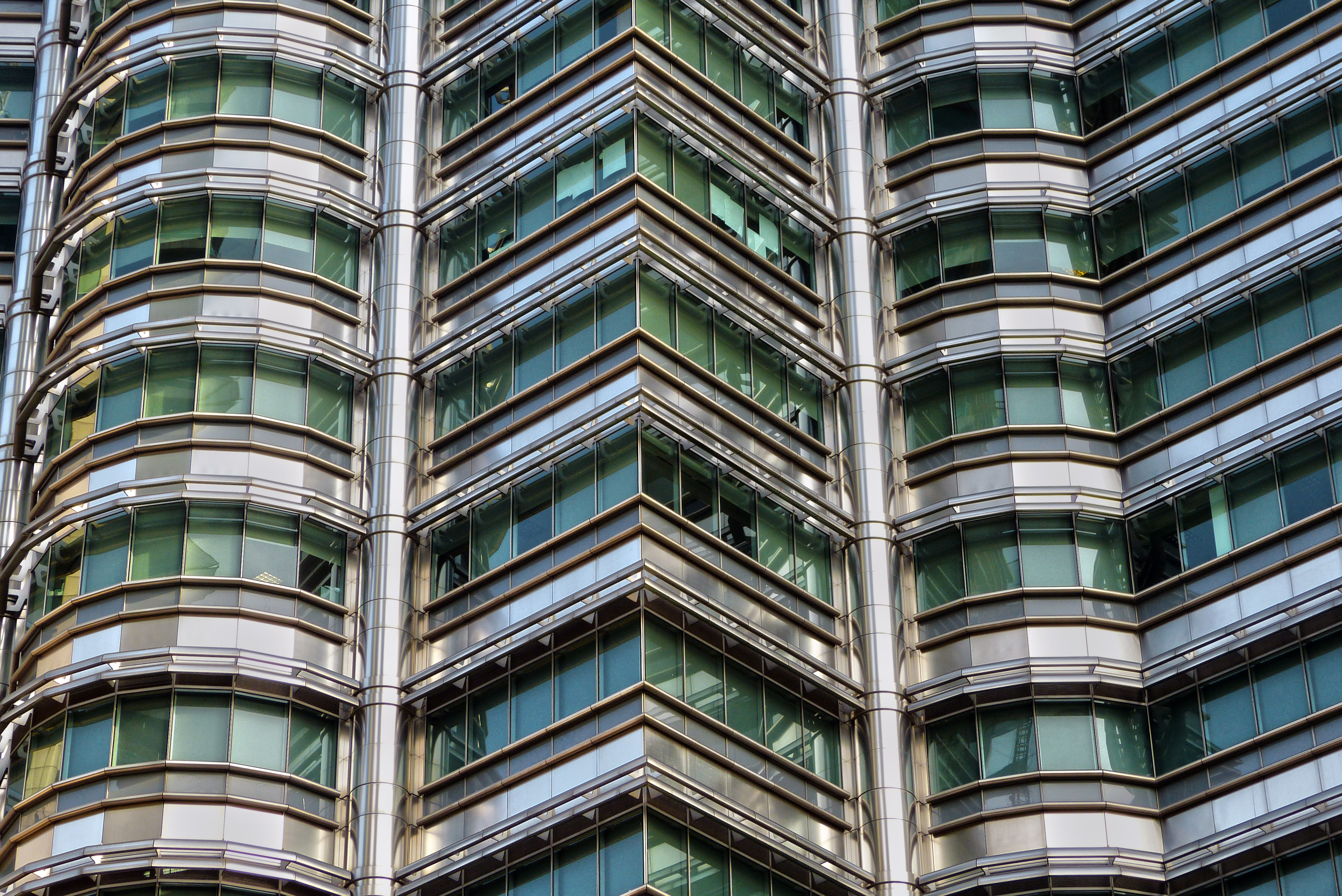
Vue détaillée d'une partie d'une tour.

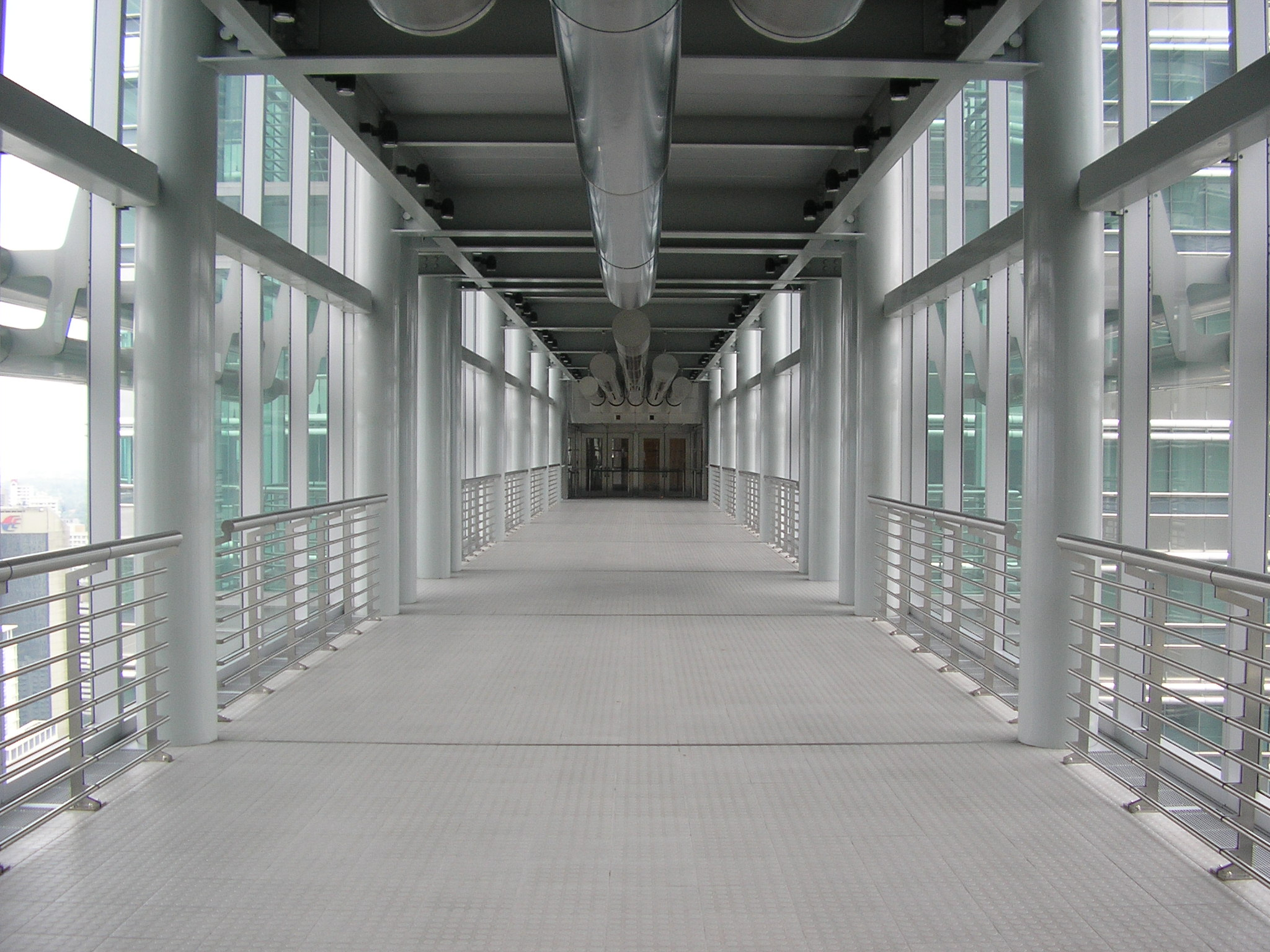
Vue interne du pont.

Comparaison entre les plus hauts gratte-ciels du monde.

Les tours Petronas à Kuala Lumpur en Malaisie sont deux tours jumelles qui ont été conçues par l'architecte argentin César Pelli. Inaugurées en 1998, elles comportent 88 étages pour une hauteur totale de 452 mètres, ce qui en fait les plus hautes tours jumelles du monde.
Une passerelle d’acier accessible aux visiteurs relie les deux tours à 170 mètres du sol au niveau des 41e et 42e étages.
En plus des bureaux du géant pétrolier malais Petronas, cet édifice contient 1,7 million de mètres carrés de boutiques et lieux de divertissement, une salle de concert, une mosquée, ou encore un centre de conférence multimédia. L'ingénieur est Thornton Tomasetti.

## Quelques chiffres
- 6 ans de travaux ont été nécessaires (1992 - 1998),
- ces tours comprennent 78 ascenseurs, dont 29 à grande vitesse,
- 88 étages en tout, mais les deux derniers ne concernent que des mécanismes.
- 36 910 tonnes d’acier et 160 000 m3 de béton ont été nécessaires,
- chaque tour est supportée par seize piliers, l'édifice pouvant théoriquement en supporter la perte de trois
- il faut compter 90 secondes pour voyager du parking du sous-sol au plus haut étage accessible de chaque tour,
- les 32 000 fenêtres de cet édifice prennent 2 mois pour être nettoyées
- le béton utilisé pour les fondations subit des pressions de l'ordre de 160 MPa.

### Le béton
Les tours étant construites en béton armé, il a fallu trouver une formule de béton qui puisse résister au poids de la tour (environ deux fois plus élevé que si elles avaient été construites en acier), une formule spéciale a donc été développée (à base de silice) mais lors de la construction un test de routine du béton a démontré que la formule n'avait pas été respectée ; après étude il est apparu que seul un étage avait du béton défectueux. La déconstruction de l'étage en question a donc été nécessaire pour le reconstruire avec un béton aux normes, ce qui a fait perdre énormément de temps et d'argent aux autorités malaisiennes. À la suite de cette erreur qui aurait pu être catastrophique, des normes de sécurité ont été mises en place : vérification de la conformité du béton de chaque arrivage avant sa mise en place. De plus les usines de fabrication du béton sont passées de une à trois pour éviter de perdre du temps en attendant le béton si celui-ci était retardé par un problème technique (comme un manque de solidité).

### La sécurité
Le pont (Skybridge) qui relie les deux tours est devenu obligatoire pour permettre l'évacuation des résidents d'une tour vers l'autre, en cas d'incendie. La durée pour hisser ce pont devait être de 20 heures, mais des tempêtes tropicales et orages ont détruit le système électrique de levage plusieurs fois en trois jours, le pont est donc resté suspendu à mi-hauteur plusieurs heures pendant la tempête. Le Skybridge, construit par VSL, est composé d'un système complexe de rotules, car le vent ne fait pas bouger les deux tours de manière identique.

### L'alignement des tours
Lors de sa construction, la tour numéro deux ne s'est pas révélée totalement verticale, penchant vers la tour numéro un, du sol jusqu'au 60e étage. Pour éviter sa déconstruction, les architectes l'ont fait pencher d'environ 20 mm dans le sens opposé, du 60e étage au 88e, rétablissant ainsi la verticalité.

### Occupation de l'espace par les ascenseurs
Les tours Petronas étant de superficie relativement restreinte à chaque étage, les systèmes d'ascenseurs ne devaient pas occuper trop de place. La hauteur étant par contre disponible, la société Otis a développé des ascenseurs doubles : pour aller aux étages pairs, il faut prendre l'ascenseur depuis le rez-de-chaussée, pour aller aux étages impairs, il faut le prendre au 1er étage (auquel on accède par un escalier mécanique). Les deux tours ont 76 ascenseurs, dont 29 à grande vitesse qui permettent de rejoindre le dernier étage en moins de 90 secondes.

## Dans la culture populaire

### Au cinéma
- En 1999, les tours jumelles ont servi de décor aux dernières scènes du film Haute Voltige (Entrapment) de Jon Amiel avec Sean Connery et Catherine Zeta-Jones.
- Elles font une brève apparition dans le premier épisode de la série 24 Heures chrono au tout début de l'épisode.
- Dans la série animée Totally Spies!, les héroïnes effectuent une mission pour sauver les chefs du monde, entre autres, le premier ministre malaisien, près des tours jumelles de Petronas.
- Trois missions du jeu vidéo Hitman 2 se déroulent dans les tours.
- Les tours et le pont qui les relie servent également de décor au film indien Don (2006) réalisé par Farhan Akhtar avec Shahrukh Khan.
- Le Français Alain Robert, plus connu sous le pseudonyme de « Spiderman », est parvenu après deux tentatives ratées, à grimper à mains nues au sommet des tours Petronas, le 1er septembre 2009.
- Dans le jeu Just Cause 2, une mission se déroule sur deux tours ressemblant étrangement aux tours Petronas.

## Galerie d'images

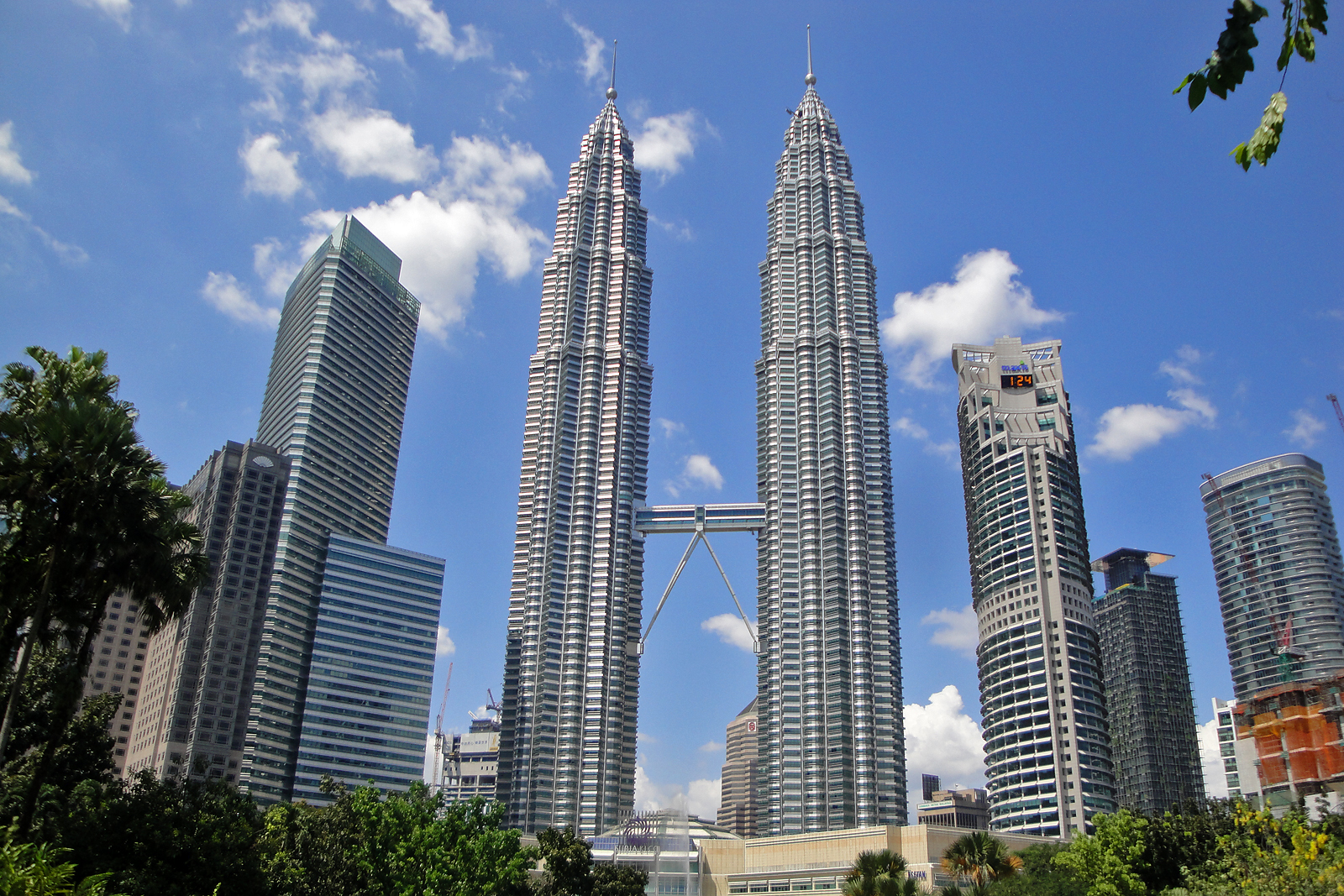
Les tours Petronas.
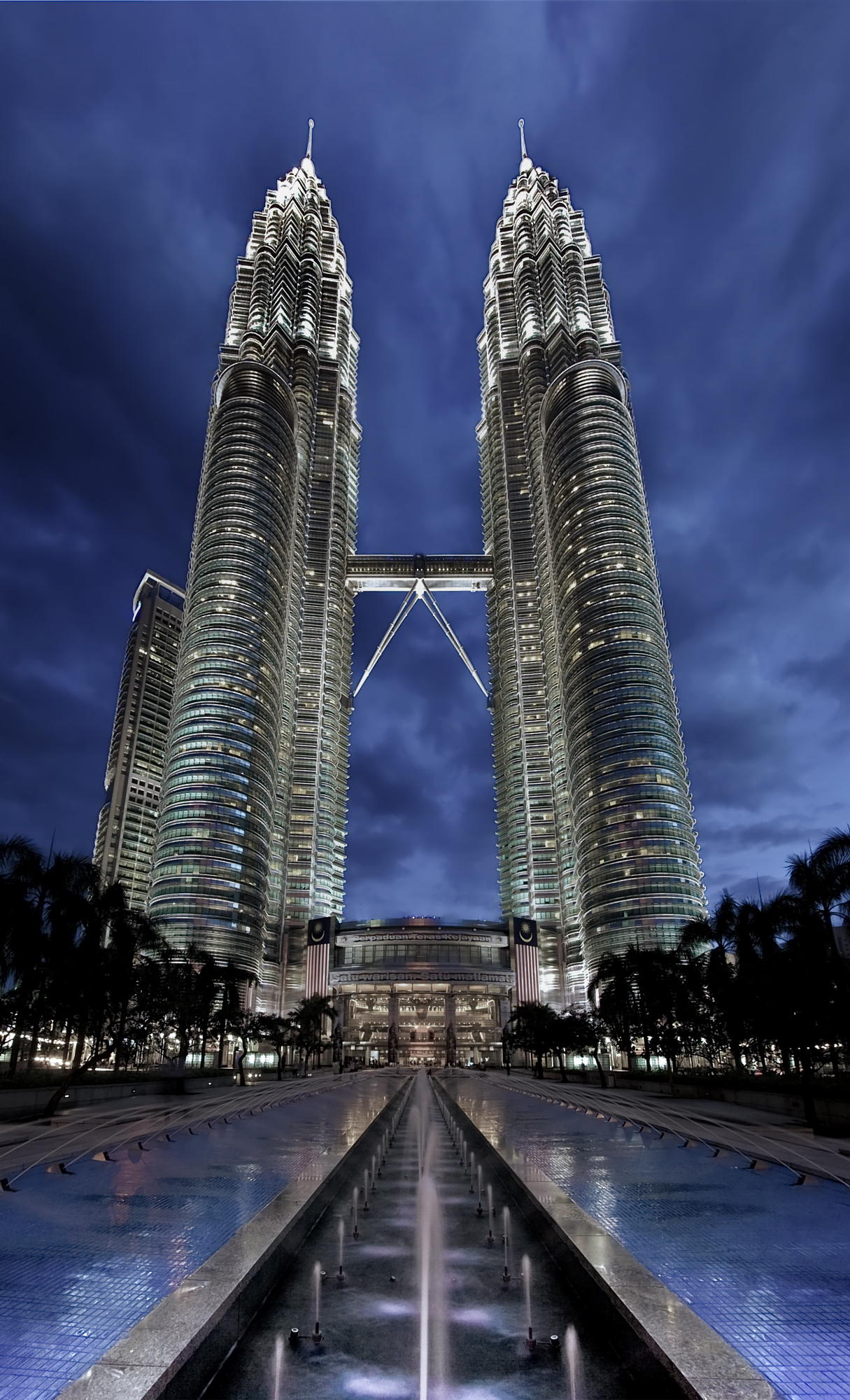
Les tours Petronas.
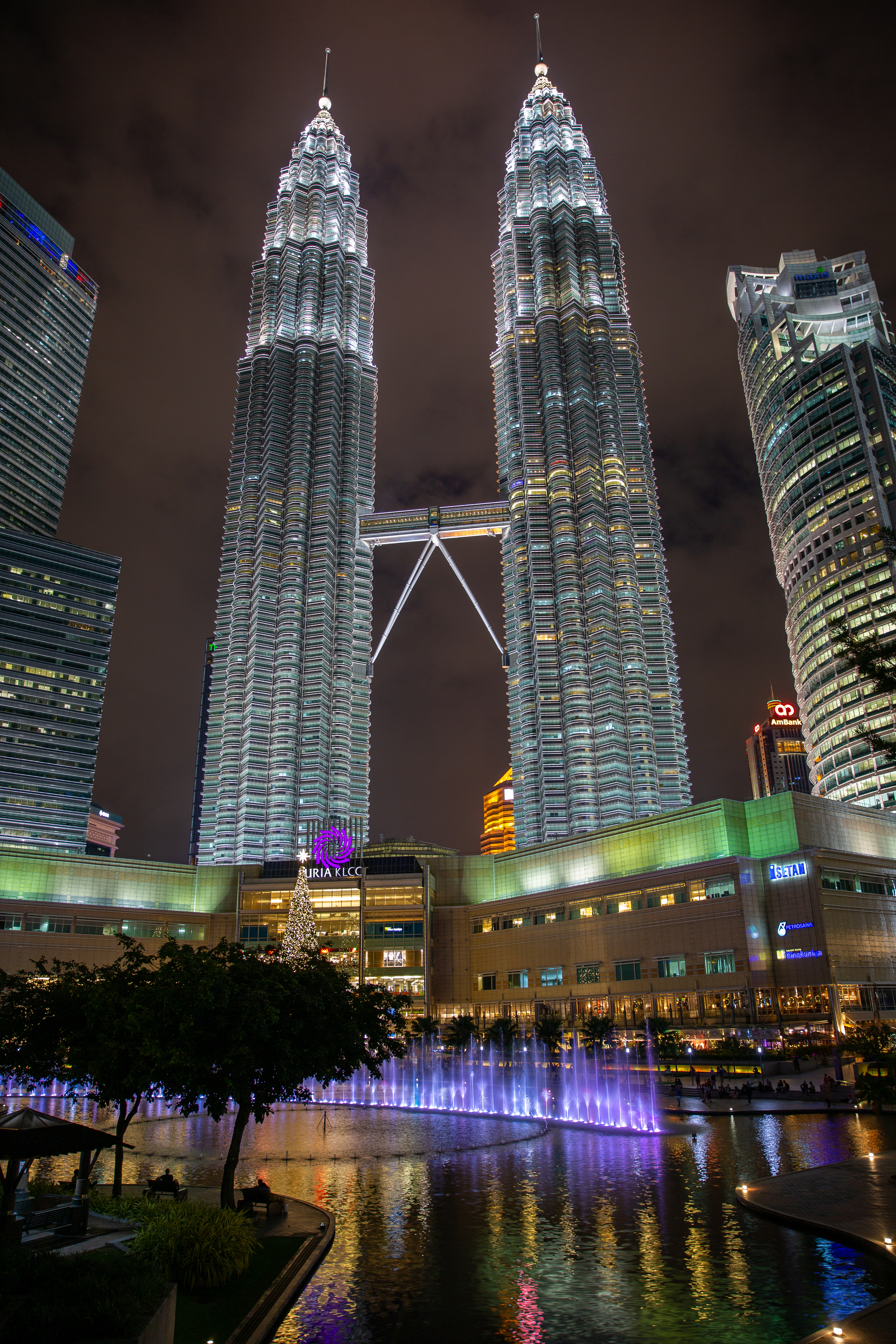
Les tours Petronas.
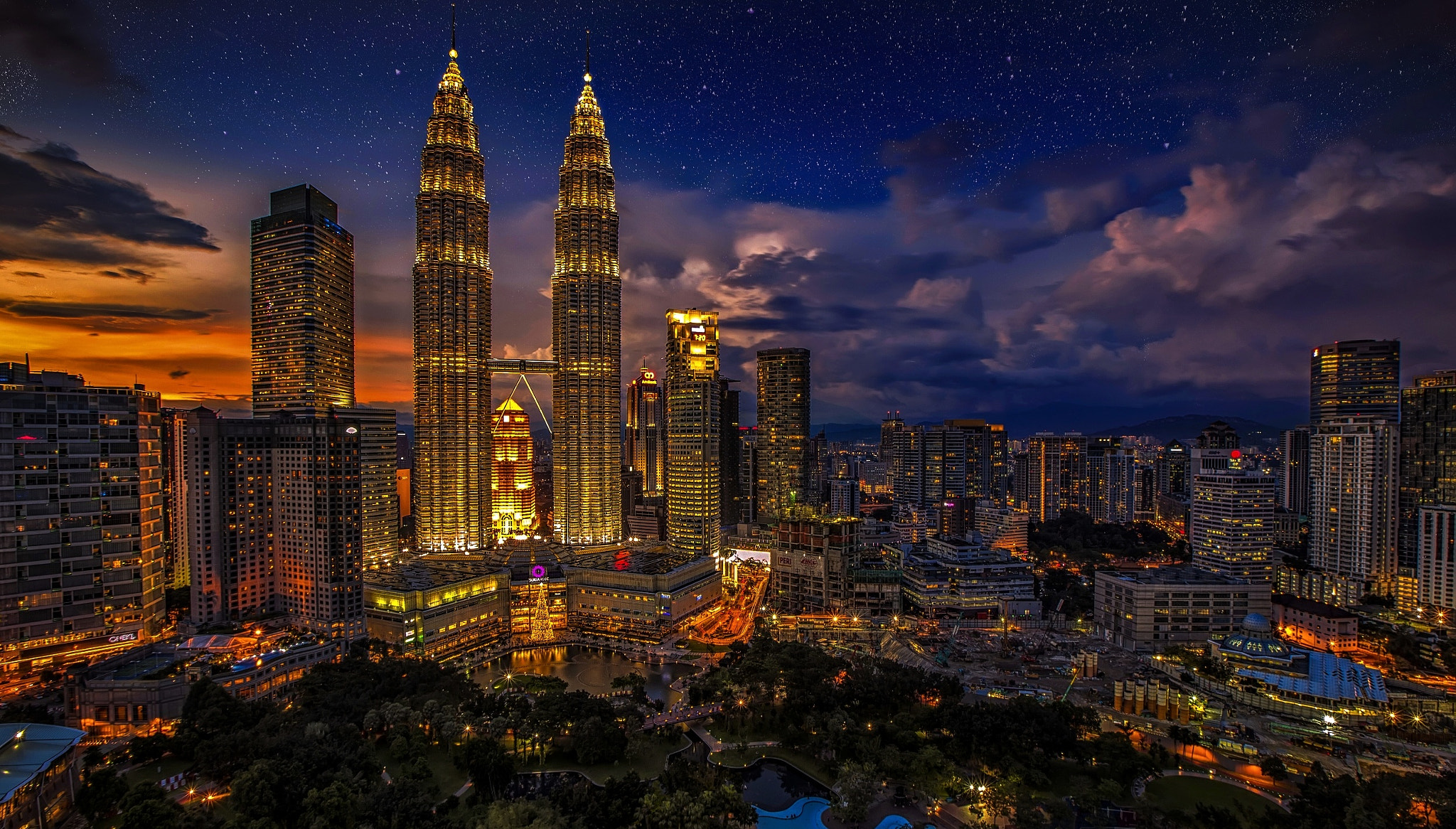
Les tours Petronas.